# مطار مانشستر
مطار مانشيستر (إياتا: MAN، إيكاو: EGCC) (بالإنجليزية: Manchester Airport)‏ هو مطار رئيسي في مانشيستر الكبري بإنجلترا، وأكبر مطار في المملكة المتحدة خارج منطقة لندن. يقدم المطار خدمات الرحلات المباشرة بدون توقف إلي العديد من الوجهات في أوروبا، وأمريكا الشمالية، والكاريبي، والشرق الأوسط، والأقصي. أفتتح المطار رسمياً في 25 يونيو / حزيران 1938، وعرف أولاً باسم مطار رينج واي (بالإنجليزية: Ringway Airport)‏، ثم في الحرب العالمية الأولي أصبح رسمياً مطار آر إيه إف رينج واي (بالإنجليزية: RAF Ringway)‏ أي مطار رينج واي لسلاح الجو الملكي. ومن 1975 حتي 1986 الاسم مطار مانشيستر الدولي استخدم.